# Stubbe – Von Fall zu Fall: Sonnenwende
Sonnenwende ist ein deutscher Fernsehfilm von Peter Kahane aus dem Jahr 2009. Es handelt sich um den sechsunddreißigsten Filmbeitrag der ZDF-Kriminalfilmreihe Stubbe – Von Fall zu Fall mit Wolfgang Stumph in der Titelrolle.

## Handlung
Im Hamburger Hafen wird die Leiche eines Vietnamesen geborgen. Kommissar Stubbe und sein Kollege Zimmermann müssen von Mord ausgehen, denn der Leichnam weist ein Loch im Schädel auf. Das Opfer kann als Tinh identifiziert werden, der in dem kleinen Ort Elbermünde lebte und hier seit zehn Wochen vermisst wird. Stubbe macht sich sofort auf dem Weg und trifft sich mit Kommissar Sven Schröder, der den Vermisstenfall bearbeitet hatte. Zufällig begegnet er hier seinem alten Dresdner Kollegen Karsten May, der ihn darüber unterrichtet, dass hinter dem Mord an Tinh der rechtsradikale Lokalpolitiker Thorben Brennecke und seine Anhänger stecken. Es gäbe einen Zeugen für den Mord an Tinh, aber Schröder hätte ihn bis heute nicht vorgeladen. Stubbe weiß nicht, ob er dem mittlerweile alkoholkranken May glauben schenken kann. Zumindest will er aber mit dem Zeugen mal reden. Diese Unterredung überzeugt Stubbe doch vor Ort zu bleiben und weiter zu ermitteln. Er stellt den Ortskommissar Schröder zur Rede, warum er den Zeugen und auch vorangegangene Brandanschläge auf das Lokal der Tinhs nicht ernst genommen hätte. Stubbe muss in Erwägung ziehen, dass der Beamte heimlich zu den Gesinnungsgenossen der Neonazis des Ortes gehört. So bleibt er auf sich allein gestellt und versucht Beweise gegen die beschuldigten Ulf Gerlach, genannt ‚Stahl‘, und Thorben Brennecke zu finden. Angeblich waren sie zum Zeitpunkt des Verschwinden von Tinh auf ihrer alljährlichen Sonnenwendfeier. Da alle dieser Gleichgesinnten zusammenhalten und den ganzen Ort unter Kontrolle zu haben scheinen, versucht Stubbe einen von ihnen „umzudrehen“, um eine verlässliche Aussage zu bekommen, denn Mays Zeuge will, vermutlich aus Angst vor Repressalien, seine Angaben nicht noch einmal wiederholen.
Inzwischen kommt es in Elbermünde zu einer Demo von Nazigegnern, die allerdings sehr schnell von den Rechtsradikalen niedergeschlagen wird. Ihnen angeschlossen hatte sich Christiane Stubbe, die zufällig in der Stadt ist und eigentlich nur ihren Vater besuchen wollte. In der Folge kommt es auch zu handfesten Auseinandersetzungen und einen Brandanschlag auf Christianes Kleintransporter. Doch damit nicht genug, der Mann, den sich Stubbe ausgesucht hatte, weil er ihn für vernünftig genug hielt von seinen Freunden Abstand zu nehmen, wird plötzlich tot am Elbufer gefunden. Matthias Lehmann wurde mit drei gezielten Schüssen hingerichtet. Stubbe lässt zunächst alle bekannten Neonazis des Ortes auf Schmauchspuren untersuchen, was jedoch keinen Erfolg bringt. Dagegen können Fußabdrücke in Tatortnähe den Schuhen eines Nazigegners zugeordnet werden.
Stubbes Kollege Zimmermann und Assistentin Rosinsky analysieren für Stubbe das Bewegungsmuster von Brennecke und Gerlach. Damit haben sie einen Beweis, dass beide nicht durchweg auf der Sonnenwendfeier waren, sondern kurzzeitig am Hafenufer – dort wo Tinh in die Elbe geworfen wurde. Von Lehmanns Witwe erfährt Stubbe zusätzlich, dass ihr Mann das Geschehen um Tinh involviert gewesen war. Während er in Kleinarbeit alle Beweise gegen Brennecke zusammensucht, dauert Karsten May das zu lange und er greift zur Selbstjustiz. Er kidnappt Brennecke und presst ihm ein Geständnis ab. Für den Mord an Lehmann kann Ulf Gerlach überführt werden.

## Nebenhandlung
Christiane Stubbe hat ihr Journalistikstudium beendet und auf der Suche nach einer Anstellung. Bewerbungen hatten noch immer keinen Erfolg und so kommt sie auf die Idee allein nach Bosnien zu reisen, um dort zu recherchieren und dies in einem Blog zu veröffentlichen. Als sie sich von ihrem Vater nur kurz verabschieden will und deshalb in Elbermünde auftaucht, beschließt sie kurzerhand dort zu bleiben und die Aktivitäten der Neonazis zu beobachten. Dabei gerät sie ungewollt mitten in die turbulenten Ereignisse hinein.

## Hintergrund
Der Film wurde vom 14. Oktober bis zum 13. November 2008 in Hamburg und Boizenburg gedreht und am 21. November 2009 um 20:15 Uhr im ZDF erstausgestrahlt.

## Rezeption

### Einschaltquote
Bei seiner Ausstrahlung am 21. November 2009 im ZDF wurde Sonnenwende von 6,06 Millionen Zuschauern gesehen, was einem Marktanteil von 19,6 Prozent zur Hauptsendezeit entsprach. In der Zielgruppe der 14- bis 49-Jährigen sorgten 1,06 Millionen Zuschauer für gute 9,0 Prozent Marktanteil.

### Kritiken
Rainer Tittelbach von Tittelbach.tv lässt zunächst den Regisseur zu Wort kommen: „‚Wir wollten dem Problem gerecht werden und gleichzeitig die Zuschauer nicht unterfordern‘, sagt Peter Kahane. Nur einen ‚anständigen Film gegen Rechtsradikalismus‘ zu machen, ‚der in guten Absichten stecken bleibt‘, wäre ihm zu wenig gewesen. ‚Sonnenwende‘ gelingt es denn auch, den bei Stubbe stets etwas altväterlich wirkenden ‚Whodunit‘-Krimi neu zu definieren.“ „Die Einblicke ins rechte Milieu, in einen Mikrokosmos, der nicht nur auf den Straßen wütet, sondern die unzufriedene Bevölkerung bei ihren Problemen abholt, sind weitgehend klischeefrei gezeichnet. Dennoch übertrumpft der Regisseur Kahane noch den Drehbuchautor Kahane, indem er wunderbar den Gegensatz inszeniert zwischen visuellem Idyll und latenter Gewaltbereitschaft. Und Wolfgang Stumph sah man selten so ernst als Stubbe. Und dieser Ernst steht ihm gut.“
Für die Kritiker der Fernsehzeitschrift TV Spielfilm „unterwandert [der Krimi ]jeglichen Versuch einer ostalgischen Verklärung“. Sie fassten kurz zusammen: „Die Schattenseite der deutschen Provinz“ und vergaben dem Film die bestmögliche Wertung (Daumen nach oben).
Tilmann P. Gangloff wertete für Kino.de: „‚Sonnenwende‘ ist ein Film gegen rechts, der sich nicht mit der guten Absicht aufhält, sondern in der Krimiverpackung unverhohlen zu Zivilcourage und Widerstand auffordert. Und selbstredend bietet Kahane auch einen grimmigen Kommentar zum Jubiläum des Mauerfalls: Richtig vollzogen haben die Wiedervereinigung, das legt die Geschichte nahe, in ihrem Schulterschluss allein die Neonazis in Ost und West.“